# Listă de filme sovietice din 1933
- Filme sovietice din: 1932 — 1933 — 1934

Aceasta este o listă de filme produse în Uniunea Sovietică în 1933.
| Titlu                 | Titlu original    | Regizor                          | Distribuție                   | Gen      | Note |
| --------------------- | ----------------- | -------------------------------- | ----------------------------- | -------- | ---- |
| 1933                  |                   |                                  |                               |          |      |
| The Conveyor of Death | Конвейер смерти   | Ivan Pyryev                      | Ada Vojtsik                   | Dramatic |      |
| The Deserter          | Дезертир          | Vsevolod Pudovkin                | Boris Livanov                 | Dramatic |      |
| The Great Consoler    | Великий утешитель | Lev Kuleshov                     | Konstantin Khokhlov           | Dramatic |      |
| House of Greed        | Иудушка Головлёв  | Aleksandr Ivanovsky              | Vladimir Gardin               | Dramatic |      |
| My Motherland         | Моя Родина        | Iosif Kheifits, Aleksandr Zarkhi | Bari Haydarov                 | Dramatic |      |
| Outskirts             | Окраина           | Boris Barnet                     | Sergey Komarov, Elena Kuzmina | Dramatic |      |
| The Storm             | Гроза             | Vladimir Petrov                  | Alla Tarasova                 | Dramatic |      |